# جاكوب إل. ميليغان
جاكوب إل. ميليغان (بالإنجليزية: Jacob L. Milligan)‏ هو محامي وسياسي أمريكي، ولد في 9 مارس 1889، وتوفي في 9 مارس 1951 في كانساس سيتي في الولايات المتحدة. حزبياً، نشط في الحزب الديمقراطي. وقد انتخب عضو مجلس النواب الأمريكي.